# EPrix Santiaga 2019
ePrix Santiaga 2019 (formálně nazývána 2019 ABB FIA Formula E Antofagasta Minerals Santiago ePrix) se konala dne 27. ledna 2019 a byla třetím závodem sezóny 2018/19 šampionátu Formule E. Zároveň byla tato ePrix v pořadí druhou ePrix Santiaga. Závod se jel na okruhu Parque O'Higgins Circuit ležícím v Santiagu, hlavním městě Chile.
Závod na 36 kol vyhrál Sam Bird z týmu Envision Virgin Racing. Na druhém místě dojel Pascal Wehrlein z týmu Mahindra a na třetím místě Daniel Abt z týmu Audi, který zajel i nejrychlejší kolo závodu.
Sam Bird udržel úspěšně vedení v závodě před Pascalem Wehrleinem a získal svou první výhru od EPrix Říma v předchozí sezóně. Zároveň tím prodloužil svou sérii, kdy v každé sezóně Formule E vyhrál alespoň jeden závod. V posledních kolech musel šetřit své Audi e-tron FE05 kvůli nedostatku energie, ale Wehrlein měl podobné problémy a nemohl jet naplno z důvodu přehřívání vozu Mahindra M5Electro. Birdovo vítězství museli schválit komisaři, kteří nejdříve vyšetřovali jeho vůz za příliš nízkou hmotnost, ale později výsledky ponechali. Pro Wehrleina se jednalo o první pódium v jeho teprve druhém startu ve Formuli E. Málem se s ním na stupních vítězů objevil další nováček, Alexander Sims, ale ten obdržel trest projetí boxovou uličkou (později změněný na časovou penalizaci k výslednému času) za způsobení kolize s Edoardem Mortarou. Sims byl tak odsunut ze třetí pozice na osmou. 
Držitel pole position Sébastien Buemi nedokončil závod po nehodě, kdy ve vedoucí pozici v druhé polovině závodu nedobrzdil do zpomalovací šikany a byl schopen pouze dojet do boxů a odstoupit. Závod nedojeli ani vítěz prvního závodu Antonio Félix da Costa ani úřadující mistr Formule E Jean-Éric Vergne, kteří spolu kolidovali v poslední zatáčce 8. kola.

## Výsledky

### Kvalifikace
| Pořadí | No. | Jezdec                 | Tým           | Čas      | Ztráta | Start. pozice |
| ------ | --- | ---------------------- | ------------- | -------- | ------ | ------------- |
| 1      | 11  | Lucas di Grassi        | Audi          | 1:08.290 | -      | 22            |
| 2      | 23  | Sébastien Buemi        | e.Dams-Nissan | 1:08.816 | +0.526 | 1             |
| 3      | 94  | Pascal Wehrlein        | Mahindra      | 1:08.925 | +0.635 | 2             |
| 4      | 66  | Daniel Abt             | Audi          | 1:08.958 | +0.668 | 3             |
| 5      | 2   | Sam Bird               | Virgin-Audi   | 1:08.958 | +0.963 | 4             |
| 6      | 5   | Stoffel Vandoorne      | HWA-Venturi   | —        |        | 5             |
| 7      | 48  | Edoardo Mortara        | Venturi       | 1:09.042 | —      | 6             |
| 8      | 6   | Maximilian Günther     | Dragon-Penske | 1:09.143 | +0.101 | 7             |
| 9      | 27  | Alexander Sims         | Andretti-BMW  | 1:09.147 | +0.105 | 8             |
| 10     | 19  | Felipe Massa           | Venturi       | 1:09.168 | +0.126 | 9             |
| 11     | 7   | José María López       | Dragon-Penske | 1:09.201 | +0.159 | 10            |
| 12     | 20  | Mitch Evans            | Jaguar        | 1:09.235 | +0.193 | 11            |
| 13     | 25  | Jean-Éric Vergne       | Techeetah-DS  | 1:09.307 | +0.265 | 12            |
| 14     | 22  | Oliver Rowland         | e.Dams-Nissan | 1:09.365 | +0.323 | 13            |
| 15     | 36  | André Lotterer         | Techeetah-DS  | 1:09.485 | +0.443 | 14            |
| 16     | 4   | Robin Frijns           | Virgin-Audi   | 1:09.505 | +0.463 | 15            |
| 17     | 17  | Gary Paffett           | HWA-Venturi   | 1:09.505 | +0.463 | 16            |
| 18     | 28  | Antonio Félix da Costa | Andretti-BMW  | 1:09.551 | +0.509 | 17            |
| 19     | 16  | Oliver Turvey          | NIO           | 1:09.645 | +0.603 | 18            |
| 20     | 3   | Nelson Piquet Jr.      | Jaguar        | 1:09.705 | +0.663 | 19            |
| 21     | 64  | Jérôme d'Ambrosio      | Mahindra      | 1:10.083 | +1.041 | 20            |
| 22     | 8   | Tom Dillmann           | NIO           | 1:10.258 | +1.216 | 21            |
| Zdroj: |     |                        |               |          |        |               |

Poznámky
1. ↑  Lucas di Grassi obdržel trest odebrání všech časů za porušení pravidel o brzdách.
2. ↑  Stoffel Vandoorne obdržel trest odebrání všech časů za projetí červeného světla při opouštění boxové uličky během Super Pole.

### Závod
| Pořadí | No. | Jezdec                 | Tým           | Kol | Čas/Nedokončil | Start. pozice | Body |
| ------ | --- | ---------------------- | ------------- | --- | -------------- | ------------- | ---- |
| 1      | 2   | Sam Bird               | Virgin-Audi   | 36  | 47:02:511      | 4             | 25   |
| 2      | 94  | Pascal Wehrlein        | Mahindra      | 36  | +6.489         | 2             | 18   |
| 3      | 66  | Daniel Abt             | Audi          | 36  | +14.529        | 3             | 16   |
| 4      | 48  | Edoardo Mortara        | Venturi       | 36  | +17.056        | 6             | 12   |
| 5      | 4   | Robin Frijns           | Virgin-Audi   | 36  | +20.276        | 15            | 10   |
| 6      | 20  | Mitch Evans            | Jaguar        | 36  | +23.755        | 11            | 8    |
| 7      | 27  | Alexander Sims         | Andretti-BMW  | 36  | +27.590        | 8             | 6    |
| 8      | 16  | Oliver Turvey          | NIO           | 36  | +45.059        | 18            | 4    |
| 9      | 7   | José María López       | Dragon-Penske | 36  | +45.376        | 10            | 2    |
| 10     | 64  | Jérôme d'Ambrosio      | Mahindra      | 36  | +46.984        | 20            | 1    |
| 11     | 3   | Nelson Piquet Jr.      | Jaguar        | 36  | +48.635        | 19            | 0    |
| 12     | 11  | Lucas di Grassi        | Audi          | 36  | +1:03.552      | 22            | 0    |
| 13     | 36  | André Lotterer         | Techeetah-DS  | 36  | +1:19.706      | 14            | 0    |
| 14     | 17  | Gary Paffett           | HWA-Venturi   | 35  | +1 kolo        | 16            | 0    |
| Ret    | 22  | Oliver Rowland         | e.Dams-Nissan | 31  | kolize         | 13            | 0    |
| Ret    | 28  | António Félix da Costa | Andretti-BMW  | 23  | hydraulika     | 17            | 0    |
| Ret    | 25  | Jean-Éric Vergne       | Techeetah-DS  | 22  | motor          | 12            | 0    |
| Ret    | 23  | Sébastien Buemi        | e.Dams-Nissan | 21  | zavěšení kol   | 1             | 3    |
| Ret    | 5   | Stoffel Vandoorne      | HWA-Venturi   | 17  | brzdy/nehoda   | 5             | 0    |
| Ret    | 6   | Maximilian Günther     | Dragon-Penske | 12  | převodovka     | 7             | 0    |
| Ret    | 19  | Felipe Massa           | Venturi       | 12  | zavěšení kol   | 9             | 0    |
| Ret    | 8   | Tom Dillmann           | NIO           | 10  | odstoupení     | 21            | 0    |
| Zdroj: |     |                        |               |     |                |               |      |

Poznámky
1. ↑  Jeden bod za nejrychlejší kolo.
2. ↑  Alexander Sims obdržel trest přičtení 19 sekund za způsobení kolize.
3. ↑  José María López obdržel trest přičtení 19 sekund za překročení použití zvýšeného výkonu.
4. ↑  Jérôme d'Ambrosio obdržel trest přičtení 5 sekund za překročení rychlosti při vyvěšení žlutých vlajek na celé délce okruhu.
5. ↑  Lucas di Grassi obdržel trest přičtení 34 sekund za způsobení kolize.
6. ↑  André Lotterer obdržel trest přičtení 5 sekund za předjíždění při žlutých vlajkách.
7. ↑  Tři body za pole position.

## Pořadí po závodě
Zdroj: 

### Pořadí jezdců
| +/– | Poř | Jezdec                 | Body |
| --- | --- | ---------------------- | ---- |
| 5   | 1   | Sam Bird               | 43   |
| 1   | 3   | Jérôme d'Ambrosio      | 41   |
| 1   | 2   | António Félix da Costa | 28   |
| 1   | 4   | Robin Frijns           | 28   |
| 2   | 5   | Jean-Éric Vergne       | 28   |

### Pořadí týmů
| +/– | Poř | Tým                       | Body |
| --- | --- | ------------------------- | ---- |
| 3   | 1   | Virgin-Audi               | 71   |
|     | 2   | Mahindra                  | 59   |
| 2   | 3   | Techeetah-Citröen         | 47   |
| 1   | 4   | Andretti-BMW              | 46   |
| 1   | 5   | Audi Sport ABT Schaeffler | 30   |